# 担杆岛
担杆岛，是珠海市香洲區担杆鎮管辖的一座海岛。位于珠江口外。属于万山群岛最东部的担杆列岛中最大的岛屿。面积13.2km2。
该岛7座山峰连成一线，既窄且长，形似扁担而得名。岛上有担头、担中、担尾三个居民点。